# Шаховская, Анна Дмитриевна
Анна Дмитриевна Шаховская (20 июня [2 июля] 1889, Серпуховский уезд, Московская губерния — 22 января 1959, Москва) — русский и советский геолог, краевед, деятель кооперативного движения, секретарь П. А. Кропоткина и В. И. Вернадского.

## Биография
Родилась 20 июня (2 июля) 1889 года в селе Рождественское, Серпуховской уезд, Московская губерния, Российская империя, в семье князей Шаховских.
В 1912 году окончила Московские высшие женские курсы Владимира Герье, по естественнонаучному отделению.
В 1912—1917 годах преподавала в школе в Москве.
После 1917 года сотрудничала с Дмитровским Союзом кооперативов.
С 1919 года работала заведующей краеведческого музея Дмитровского края, организованного Союзом музея Дмитровского края.
Была секретарём П. А. Кропоткина в период его жизни в Дмитрове.
- В 1921 году была арестована в числе других бывших работников Дмитровского союза кооперативов и отпущена лишь через 5 месяцев.

После освобождения работала научным сотрудником в Историко-Художественном музее Свято-Троицкая Сергиева Лавра.
- В мае 1928 года вновь подвергается аресту в числе других сотрудников музея. Осуждена в июне 1928 года по делу «Антисоветской группы черносотенных элементов в городе Сергиево» и отправлена в ссылку в город Ростов.

В начале 1930-х годов она участвовала в геологической съемке и изучении полезных ископаемых, которые вёл музей Дмитровского края совместно с Московским областным геологическим бюро.
В 1932—1933 годах поступила в Московский геолого-разведочный трест, где занималась составлением карты полезных ископаемых в отделе фондов.
- Вновь была арестована на два месяца в июне 1933 года вместе с несколькими профессорами-геологами, но вскоре освобождена благодаря хлопотам Е. П. Пешковой, возглавлявшей Политический красный крест.[2].

В 1937—1943 годах работала в Москве в Институт геохимии и аналитической химии АН СССР, была личным секретарём и референтом академика В. И. Вернадского.
Он определил её обязанности так: «Секретарь, помимо того, что диктую, делает вычисления и выписки, читает вслух, подбирает справки в библиотеках по моему указанию. Одна из функций секретаря — пополнение картотеки по биогеохимии, по истории знаний и ряд других».
В начале войны семья В.И Вернадского и А. Д. Шаховская были эвакуирован в Казахстан. В. И. Вернадский диктовал ей книги «Химическое строение биосферы Земли и её окружения» и «Пережитое и передуманное».
В 1942 после смерти сестры Н. Д. Шаховской её пятеро детей остались сиротами, Анна Дмитриевна усыновила младших — Дмитрия и Николая, дала им свою фамилию.
После смерти В. И. Вернадского она основала и была хранителем (1953—1959) Мемориального кабинета-музея В. И. Вернадского в Москве в Институт геохимии и аналитической химии имени В. И. Вернадского АН СССР.
Приняла активное участие в подготовке к печати Избранных сочинений В. И. Вернадского (в 5-ти томах. Москва: Издательство АН СССР, 1954—1960).
В 1957 году вышла на пенсию.
Скончалась 22 января 1959 года в Москве.
Была реабилитирована 15 августа 1991 года.

## Семья
Среди родственников: Прадед — Шаховской, Фёдор Петрович (декабрист), дед — Шаховской, Иван Фёдорович (генерал).
Отец — Шаховской, Дмитрий Иванович (1861—1939), общественный и политический деятель, министр государственного призрения Временного правительства.
- Сестра — Шаховская-Шик, Наталия Дмитриевна, детский писатель, историк.